# نيل كيتسون
نيل كيتسون (بالإنجليزية: Neal Kitson)‏ هو لاعب كرة قدم أمريكي، ولد في 4 يناير 1986 في كوينز في الولايات المتحدة. لعب مع نادي نورثامبتون تاون.